# 薩克森-邁寧根的夏洛特
薩克森-邁寧根的夏洛特（德語：Charlotte von Sachsen-Meiningen，1751年9月11日—1827年4月25日），薩克森-哥達-阿爾滕堡公爵夫人，薩克森-邁寧根公爵安東·烏爾里希的女兒。

## 家庭
1769年，夏洛特與日後的薩克森-哥達-阿爾滕堡公爵恩斯特二世結婚，兩人共有三個兒子：
1. 恩斯特（1770年—1779年），夭折
2. 奧古斯特（1772年—1822年）
3. 腓特烈（1774年—1825年）